# Alice Rühle-Gerstel
Œuvres principales
Der Umbruch, oder Hanna und die Freiheit
Alice Rühle-Gerstel, née le 24 mars 1894 à Prague (Empire austro-hongrois) et morte le 24 juin 1943 à Mexico (Mexique), est une écrivaine, féministe et psychologue (psychologie individuelle d'Alfred Adler) de langue allemande.

## Biographie
Alice Rühle-Gerstel naît et grandit à Prague. Elle est infirmière pendant la Première Guerre mondiale. Elle est ensuite journaliste en Allemagne. La montée du nazisme pousse Rühle-Gerstel, juive et de gauche, à s'exiler et retourner à Prague où elle travaille pour un journal de langue allemande. En 1936, avec son mari Otto Rühle, qui est communiste, elle émigre vers le Mexique. Elle y rencontre Diego Rivera, Frida Kahlo et Léon Trotski.
En 1943, Otto Rühle meurt. Le même jour, Alice Rühle-Gerstel se suicide.
Un roman inspiré par sa vie, Der Umbruch, oder Hanna und die Freiheit, a été publié en 1984 et réédité par AvivA Verlag.